# Wspólnota administracyjna Ergoldsbach
Wspólnota administracyjna Ergoldsbach – wspólnota administracyjna (niem. Verwaltungsgemeinschaft) w Niemczech, w kraju związkowym Bawaria, w rejencji Dolna Bawaria, w regionie Landshut, w powiecie  Landshut. Siedziba wspólnoty znajduje się w miejscowości Ergoldsbach.
Wspólnota administracyjna zrzesza jedną gminę targową (Markt) oraz jedną gminę wiejską (Gemeinde): 
- Bayerbach bei Ergoldsbach, 1 754 mieszkańców, 25,42 km²
- Ergoldsbach, gmina targowa, 7 504 mieszkańców, 57,06 km²